# Salmi

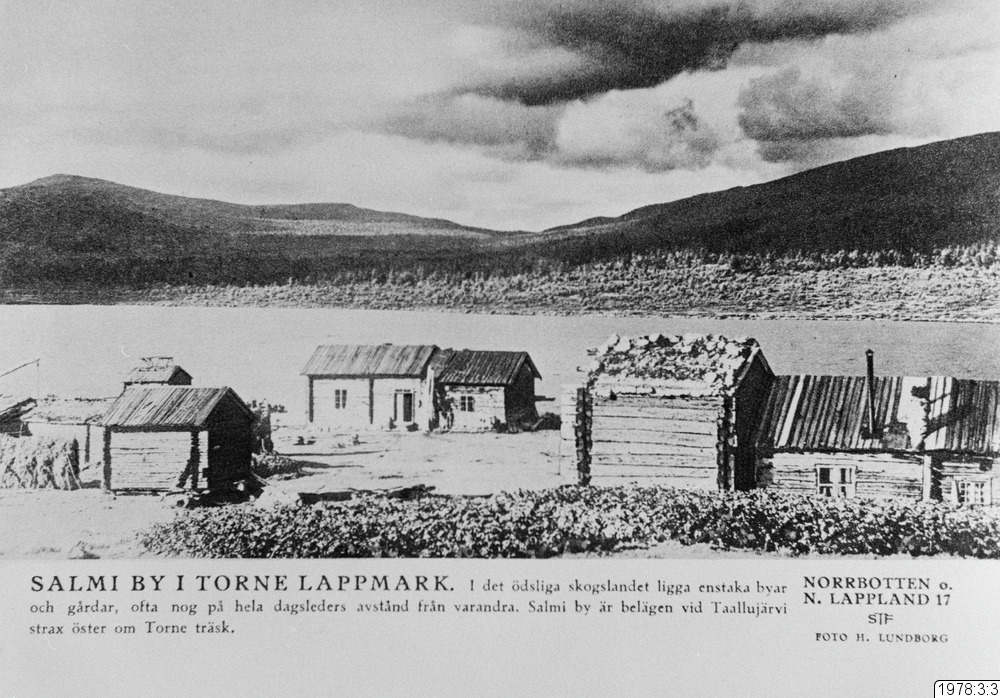
Salmi, 1920

Salmi (finska och meänkieli för ’sund’; nordsamiska: Čoalbmi ’sund’, Tjålme) är en by inom Talma sameby i Jukkasjärvi socken i Kiruna kommun belägen öster om Torne träsk. Byn grundades under andra halvan av 1800-talet av Anders Larsson Kurravaara från Kurravaara.
Talmavägen är en drygt 20 kilometer lång landsväg från Salmi via Korttolahti, Láhtteluokta och Kattuvuoma till Láimoluokta, som dock saknar anslutning till det svenska vägnätet.
De ishockeyspelande bröderna Stig och Börje Salming kommer härifrån.